# Anorena
Anorena là một chi bướm đêm thuộc họ Noctuidae.